# La Grande Machine
La Grande Machine (titre original : You're All Alone) est un roman fantastique de l'écrivain américain Fritz Leiber publié aux États-Unis en 1950.
En France, le roman est traduit par Alain Dorémieux en 1978.

## Résumé
Carr McKay mène une vie tranquille à Chicago, entre son meublé et le bureau de placement où il travaille. Jusqu'à ce qu'il remarque, parmi les demandeurs d'emploi, deux personnes qui n'ont pas l'air d'être à leur place : une jeune fille semble chercher à se cacher d'une femme. Cette dernière gifle la jeune fille qui semble se forcer à ne pas réagir, et personne d'autre ne le remarque.
Cette rupture dans sa routine, Carr ne la réparera jamais. Désormais, le monde continue à tourner comme s'il était encore là, à travailler, parler et vivre. Alors qu'il peut être à l'autre bout de la ville.
Et c'est pareil partout, car le monde est une machine, lancée de toute éternité sur des rails immuables. À chaque génération, seule une poignée d'individus s'éveille. Ces cruels "rois du monde" détestent la concurrence: Carr et Jane sont bientôt poursuivis par les deux cabales sanguinaires qui écument l'est des États-Unis.

## Éditions
- You're All Alone, Ziff Davis, 1950, 164 p.
- La Grande Machine, Casterman, coll. « Autres temps, autres mondes », septembre 1978, trad. Alain Dorémieux, 160 p.  (ISBN 2-203-22711-7). Cette édition contient également une longue nouvelle, Quatre fantômes dans « Hamlet », sans rapport direct avec l'œuvre principale.